# بنو، پاکستان
بنو (به انگلیسی: Bannu) یک شهر در پاکستان است که در ناحیه بنو واقع شده‌است. بنو ۱٬۲۲۷ کیلومتر مربع مساحت و ۱٬۰۷۳٬۰۰۰ نفر جمعیت دارد.
بنو یک شهرستان بزرگ. در جنوب خیبر پختونخوا است که در امتداد وزیرستان واقع شده‌است. شهر بنو در سال ۱۸۴۸ توسط سر هربرت بنجامین ادواردز تأسیس شد. در دوران انگلیسی‌ها، شهر بنو وضعیت یک شهر مرزی مهم را داشت. 
بنو شهری سرسبز است و حرفه مردم عادی آن کشاورزی و گله‌داری است. جدا از این، یک کارخانه پوشاک و نیشکر نیز در این شهر وجود دارد. از افراد مشهور این شهر می‌توان به اکرم خان دورانی، رئیس خیبر پختونخوا، و رئیس‌جمهور پیشین غلام اسحاق خان اشاره کرد. در بنو یک دانشگاه، یک کالج پلی تکنیک، کالج تجارت، یک کالج ابتدایی و بیش از ده دبیرستان وجود دارد. 

## پیشینه
در ابتدا هندوآریایی‌ها در بنو مستقر شدند. پشتون‌های اولیه که در بنو سکنی گزیدند از قبیله‌های بارکزی و منگل بودند. گفته می‌شود که این افراد در قرن دوازدهم با سلطان محمد غوری به اینجا آمدند و مستقر شدند و به کشاورزی پرداختند. 